# 政策企画本部
政策企画本部（せいさくきかくほんぶ、Policy Planning Staff）は、アメリカ合衆国国務省の最高戦略部門である。1947年、国務長官ジョージ・C・マーシャルの命を受けたジョージ・F・ケナンによって創設された。
時に政策企画評議会 (Policy Planning Council) と呼ばれ、また「S/P」「PPS」と略称する場合もある。なお、日本語訳は必ずしも定まっておらず、政策企画部、政策企画室などと呼称する場合もある。
「独自の政策分析及び国務長官への勧告の源として」国務長官に奉仕することをその目的として掲げ、マーシャル・プランの基本方針の立案を最初の任務として担当した。

## 創設
1947年3月10日、米・英・ソ・仏の4ヶ国の外相はモスクワに集い会談を行った。この会談は、第二次世界大戦の敗戦国たるドイツ及びオーストリアとの講和問題を議題として同年4月24日まで開催されたが、各国の意見が大きく割れ、議論は紛糾した。
このときマーシャルは、戦後復興のままならない欧州の経済は危殆に瀕していると感じるとともに、ソ連が欧州諸国の資本主義体制に揺さぶりをかけようとしているとの強い疑念を持った。モスクワからの帰途、マーシャルは同行した国務長官特別補佐官ボーレンに対し、西欧の完全崩壊を防止する手立てを考えねばならないと語った。
4月29日、マーシャルは国防大学の教官であったケナンを招き、省内部局の新設と、欧州再建のための指針の立案を命じた。この部局が政策企画本部である。政策企画本部は、ケナンを初代本部長として5月5日に正式発足した。
ケナンは5名の部下と共に検討作業を行い、5月23日、政策企画本部文書第1号「米国の西欧援助政策―政策企画本部の見解」 (Policy with Respect to American Aid to Western Europe—Views of the Policy Planning Staff, PPS1) を提出した。この報告書は国務省幹部らによる討議を経て、その一部は正式の方針として採用された。
6月5日、マーシャルはハーヴァード大学の学位授与式での記念講演で、米国が欧州に援助を行う用意があるとの発表をした（マーシャル・プラン）。演説文は国務省首脳会議での議論の内容を基にしており、政策企画本部が先の報告書「PPS1」で勧告した内容が多く盛り込まれていた。

## 職務
政策企画本部は、以下のような職務を管掌する。
- 政策課題に関する調査・分析を行い、国務長官に勧告する。
- 国家的政策の整合性を確保するため、他の省庁との政策調整を図る。
- 国務長官の演説や議会証言、新聞・雑誌に長官名で掲載する記事などの草稿を作成する。
- 欧州、アジアなど諸地域の国々と議論の場を持つ。議題は必ずしも直面する外交問題とは限らず、広範な戦略的問題を討議することも多い。
- 民間諸団体や学会と連携して情報を交換する。

カーター大統領時代の国家安全保障問題担当大統領補佐官で、政策企画本部職員でもあったズビグネフ・ブレジンスキー (Zbigniew Brzezinski) によれば、政策企画本部の目的は、「思考を行動と融合させること」である。